# سیامک جهانگیری
سیامک جهانگیری (زادهٔ ۲۴ بهمن ۱۳۴۹) آهنگساز و نوازنده نِی اهل ایران است.

## زندگی‌نامه
سیامک جهانگیری، متولد۲۴ بهمن ماه ۱۳۴۹ در شهر چالوس است. او دارای مدرک دیپلم ریاضی وفیزیک و دانش‌آموختۀ کارشناسی رشتۀ موسیقی دانشگاه تهران، دانشکدۀ هنرهای زیبا ورودی سالِ۱۳۷۱ بوده و در سال ۱۳۹۹ مدرک درجۀ یک هنری در رشتۀ نوازندگی ساز نی را دریافت کرده است. او آموزش ساز نی را نزدِ استاد عبدالنقی افشارنیا آغاز کرد و پس از ورود به دانشگاه از محضر استادانی همچون دکتر محمدتقی مسعودیه، دکتر خسرو مولانا، دکتر شاهین فرهت، دکتر آذین موحد،استاد تقی بینش، استاد فرهاد فخرالدینی، استاد داریوش طلایی، استاد مجید کیانی، استاد محمدعلی حدادیان و استاد محمدعلی کیانی‌نژاد و دیگر اساتید بهره‌مند شد. جهانگیری از سال ۱۳۷۳تا ۱۳۹۹ در موسسات و دانشگاه‌های موسیقی، مانند دانشگاه تهران و هنر، کنسرواتوار تهران و هم‌چنین در موسسه‌های آموزش آزاد به آموزش موسیقی مشغول بوده است.
وی از سال ۱۳۷۲ تا کنون مشغول به فعالیت‌های اجرای صحنه‌ایی در اروپا، امریکا، کانادا و کشورهای مختلف آسیایی بوده است. این اجراها به همراه بزرگانی چون حسین علیزاده، کیهان کلهر، شهرام ناظری، هنگامه اخوان، داریوش پیرنیاکان، حمیدرضا نوربخش و ... بوده است. جهانگیری در پروژه‌های متعدد از جمله پروژۀ جادۀ ابریشم  (Silk Road) زیر نظر نوازندۀ چیره‌دست ویلنسل یویوما، و مجموعۀ Music Fabric و اجراهای متعد با آنها در قالبِ کنسرت و ورک‌شاپ با هنرمندان بین‌المللی همکاری داشته است.

### آثار صوتی وی در مقام آهنگساز و نوازندۀ نی شامل:
| ردیف | توضیحات                    | سال انتشار |
| ---- | -------------------------- | ---------- |
| ۱    | سور و سوگ                  | ۱۳۷۶       |
| ۲    | از خیال کُپاچین‌های البرز    | ۱۳۷۹       |
| ۳    | خانه‌ام ابری است            | ۱۳۸۳       |
| ۴    | تنها                       | ۱۳۸۷       |
| ۵    | نگارینه                    | ۱۳۹۱       |
| ۶    | در بندِ نی                  | ۱۳۹۲       |
| ۷    | ترنمی برای صبح             | ۱۳۹۳       |
| ۸    | می‌رسد باران                | ۱۳۹۵       |
| ۹    | یک متر و هفتاد صدم         | ۱۳۹۵       |
| ۱۰   | از گلستان بی‌خزان شیخ شیراز | ۱۳۹۵       |
| ۱۱   | در رگِ تاک                  | ۱۳۹۶       |
| ۱۲   | رخت بنما                   | ۱۳۹۶       |
| ۱۳   | من همان نای‌ام              | ۱۳۹۷       |
| ۱۴   | بدرقۀ ماه                  | ۱۳۹۸       |
| ۱۵   | گِرِه                        | ۱۳۹۸       |
| ۱۶   | مطرب درد                   | ۱۳۹۹       |
| ۱۷   | چارمصراع                   | ۱۴۰۲       |

## 
| ردیف | توضیحات | سال انتشار |
| ---- | --- | ---------- |
| ۱    | موسیقی دوران قاجار (Musique de l’epoque Qajar)، پاریس: انتشارات INEDIT                                                        | ۱۳۹۳       |
| ۲    | در مقامِ مثنوی، نوازنده‌ نی: سیامک جهانگیری، آواز مظفر شفیعی، تهران: انتشارات ماهور                                             | ۱۴۰۱       |
| ۳    | پری‌خانه، تدوین و تنظیم موسیقی و نوازنده‌ نی: سیامک جهانگیری، آواز: ثمین قربانی، تهران:انتشارت ساز                              | ۱۴۰۲       |
| ۴    | از کاروانِ رفته، به یاد رضا و مرتضی محجوبی، تدوین و تنظیم موسیقی: سیامک جهانگیری،آواز: اشکان کمانگری، تهران: انتشارات ساز آواز | ۱۴۰۱       |

### همکاری وی در آثار آهنگسازان دیگر به عنوان نوازندۀ نی ازین قرار است:
- وقتی غریبه‌ها یکدیگر را ملاقات می‌کنند (When Strangers meet)، نوازنده نی: سیامکجهانگیری، سرپرست گروه جاده ابریشم (Sil Road Project): یویوما (YoYoMa)، انتشارات سونی (Sony Music) (۱۳۸۲).
- تعالی (Enchantment)، نوازنده نی: سیامک جهانگیری، سرپرست گروه جاده ابریشم (SilRoad Project): یویوما (YoYoMa)،انتشارات سونی (Sony Music) (1385).
- شوق‌نامه، نوازنده نی: سیامک جهانگیری، خواننده: همایون شجریان، به سرپرستی: محمدرضادرویشی، پژوهشی در موسیقی دوره‌ی تیموری (قرن هشتم) و بازخوانی تصانیف منسوب بهعبدالقادر مراغی به همراه کتاب و سه لوح فشرده صوتی، تهران: انتشارات کانون پرورش فکری (۱۳۹۰).
- فهرستی از موسیقی بدون مرز (The playlist without border)، نوازنده نی: سیامکجهانگیری، سرپرست گروه: یویوما، آمریکا: انتشارات سونی (Sony Master World)(۱۳۹۲- ۲۰۱۲)
- پاییز، نوازنده نی: سیامک جهانگیری، تنبور: علی اکبر مرادی، تهران: یارسان (۱۳۹۱)
- باده تویی، نوازنده نی: سیامک جهانگیری، آهنگساز: حسین علیزاده، تهران: ققنوس (۱۳۹۲)
- شازده کوچولو، اثر آنتوان دو سنت‌اگزوپری، انتخاب موسیقی: سیامک جهانگیری، مترجم و گوینده: دلارا قهرمان، تهران: بهجت (۱۳۹۳).
- روایتِ ابوعطا، تک‌نوازی نی، تهران: انتشارات هنر موسیقی (۱۳۹۴).
- عشقیم گَل، نوازنده نیِ قمیشی: سیامک جهانگیری، آهنگساز: حسین علیزاده، تهران: انتشاراتققنوس (۱۳۹۵).
- - بازگشت، نوازنده نی: سیامک جهانگیری، آهنگساز و سرپرست گروه: داریوش پیرنیاکان،تهران: حوزه هنری (۱۳۹۵).
- بی‌نشان (Evanesce)، نوازندۀ نی: سیامک جهانگیری، آهنگساز و سرپرست گروه: حسین علیزاده، آلمان: HAMH Records (2019).
- از گلستان عجم، مجموعه‌ هفت تصنیف و بیست پیشرو عجمی، نوازنده‌ نی: سیامک جهانگیری، سرپرست اجرا: بهزاد میرزایی، به کوشش محمدرضا درویشی (۱۳۹۹).

### جهانگیری آثاری در زمینۀ آهنگسازی و نوازندگی با ساز کلارینت دارد که از این قرارند:
- آبگون(۱۳۹۸)
- رهگذری نامنتظر (۱۳۹۸)
- عشق است و پیداست (۱۳۹۹)
- به دور دست‌ها مَرو(۱۴۰۱)
- در پرده‌ها (۱۴۰۱).

سیامک جهانگیری در زمینۀ آهنگسازی تئاتر نیز با گروه تئاترکاغذی در فرانسه همکاری داشته است. در سال ۱۳۹۴ برای تئاتر نامِ من سرخ (بر اساس رمانی از اورهان پاموک) به کارگردانی آلن لوکوک و در سال ۱۳۹۶ برای تئاتر رازی در کوچه‌ها (بر اساس رمانی از فریبا وفی) به کارگردانی نرگس مجد آهنگسازی کرده است.

### تالیفات و آثار صوتی وی در زمینۀ آموزش شامل عناوین زیر است:
- ۱۳۹۴ ردیف دوامی به همراه سه لوح فشرده صوتی، تهران: انتشارات ماهور.
- ۱۳۹۵ ۲۴ چهارمضراب از ابوالحسن صبا، به همراهی لوح فشرده صوتی، تهران: انتشارات ماهور
- ۱۳۹۶ ردیف آوازی به روایت محمود کریمی، دفتر اول، دستگاه شور و متعلقات، به همراهی دو لوح فشرده صوتی، تهران: انتشارات ماهور.
- ۱۳۹۷ ردیف آوازی به روایت محمود کریمی، دفتر دوم، دستگاه همایون، آواز بیات اصفهان،نوا، به همراهی یک لوح فشرده صوتی، تهران: انتشارات ماهور.
- ۱۳۹۷- ب ردیف آوازی به روایت محمود کریمی، دفتر سوم، دستگاه راست‌پنجگاه، ماهور، سه‌گاه و چهارگاه، به همراهی دو لوح فشرده صوتی، تهران: انتشارات ماهور.
- ۱۳۹۷- ج هم‌نواز۱، ۱۸ قطعه برای هم‌نوازی ساز نی و سازهای کلاسیک ایران، به همراه یک لوح فشرده صوتی، تهران: انتشارات ماهور.
- ۱۳۹۹-الف بَند به بَند، مجموعه تمرین‌های روزانه برای سازِ نی، تالیف: سیامک جهانگیری، تهران: انتشارات ماهور.
- ۱۳۹۹- ب هم‌نواز ۲، گزیده بیست و پنج قطعه از استاد فرامرز پایور، آوانویسی، تدوین و اجرا برای ساز نی: سیامک جهانگیری، کتاب به همراه لوح فشرده صوتی، تهران: انتشارات ماهور.
- ۱۳۹۹- ج دستور مقدماتی نی، تالیف: سیامک جهانگیری، تهران: انتشارت ماهور.
- ۱۴۰۱ هم‌ نواز ۳، گزیدۀ ۲۱ قطعه از استاد منصور نریمان برای نی، آوانویسی و اجرا: سیامک جهانگیری، تهران: انتشارات ماهور.
- ۱۴۰۲- الف ردیف میرزاعبدالله برای نی، دفتر اول، شامل آواز ابوعطا، بیات ترک، افشاری، دشتی،بیات کرد، اصفهان، دستگاهِ شور و نوا، آوانگاری: سیامک جهانگیری و سهیل قَدَمی، بر اساس اجرایِ سیامک جهانگیری، تهران:انتشارات ماهور.
- ۱۴۰۲- ب بند به بند، جلد دوم، مجموعه‌ی تمرین برای نی (راست کوک)، تالیف: سیامک جهانگیری، تهران: انتشارات ماهور.
- ۱۴۰۰ ردیف میرزا عبدالله، به روایتِ نورعلی برومند، اجرا با ساز نی: سیامک جهانگیری، چهار سی دی، تهران: انتشارات ماهور.